# ستیز و سازش
ستیز و سازش، زرتشتیان مغلوب و مسلمانان غالب در جامعه ایران نخستین سده‌های اسلامی (به انگلیسی: Conflict and Cooperation: Zoroastrian Subalterns and Muslim Elites in Medieval Iranian Society) نوشته جمشید کرشاسب چوکسی است که توسط نادر میرسعیدی در ۱۳۸۱ به فارسی برگردانیده شد.

## توضیح
کتاب ستیز و سازش اثر جمشید ک. چوکسی، به بازسازی رخدادهای چهار سده (از سدهٔ هفتم تا یازدهم میلادی) و تحلیل آن‌ها می‌پردازد و می‌کوشد نیروهای محرکهٔ تغییرات سیاسی ـ مذهبی این دوره از تاریخ ایران را بشکافد. شکست شاهنشاهی ساسانی، ظاهراً به خاطر محاسبات غلط نظامی و نیز نزاع‌های دسته‌ها در دورن دربار سلطنتی ایران بوده‌است. مؤلف با رویکردی برخوردار از تصور قوی و نیز تحلیل‌های صریح و بی‌پرده شرح می‌دهد که چگونه بزرگان نوظهور و طبقات زیردست تازه، این تغییرات را دامن زدند و چگونه «ستیز و سازش، سازوکارهایی شدند که پیدایی تشکیلات تازه از بحران اجتماعی را سهولت بخشید.»